# Gastein Ladies 2012
Gastein Ladies 2012 var en professionel tennisturnering for kvinder og mænd, der blev spillet udendørs på grus. Det var den 6. udgave af Turneringen som var en del af WTA Tour 2012. Turneringen blev afviklet i Bad Gastein, Østrig fra den 9. juni til 17. juni, 2012.

## Finalerne

### Damesingle
Uddybende artikel: Gastein Ladies 2012 (damesingle)
- Alizé Cornet –  Yanina Wickmayer' 7–5, 7–6(7–1)

### Damedouble
Jill Craybas /  Julia Görges – Anna-Lena Grönefeld /  Petra Martić 6–7(4–7), 6–4, [11–9]